# Brożek (pojazd)
Brożek – rodzaj pojazdu konnego o otwartej skrzyni w kształcie prostopadłościanu nakrytej baldachimem wspartym na 4-8 słupach. Nadwozie brożka zawieszone jest na łańcuchach lub pasach. Używany był jako pojazd podróżny i reprezentacyjny. Brożki przeznaczone były dla 2 osób z możliwością umieszczenia dodatkowych pasażerów w „kieszeniach” znajdujących się w drzwiczkach pojazdu.
Paradne brożki posiadały bogate zdobienia, takie jak malowidła, złocenia czy płaskorzeźby.
W Polsce i Europie tego typu pojazdy pojawiły się w XVI wieku i modne były do XVII wieku. Do dziś zachowało się niewiele takich pojazdów - jeden z ok. 1600 roku można zobaczyć w Orużejnej Pałacie na Kremlu w Moskwie.